# بازی‌های پاراآسیایی ۲۰۱۸
بازی‌های پاراآسیایی ۲۰۱۸ (انگلیسی: 2018 Asian Para Games) سومین دوره بازی‌های پاراآسیایی است که از تاریخ ۶ تا ۱۳ اکتبر ۲۰۱۸ در شهر جاکارتا، اندونزی برگزار شده‌است.یک رویداد چند ورزشی پارا آسیایی بود که برگزار شد.این رویداد به موازات بازی های آسیایی ۲۰۱۸ برگزار شد و برای ورزشکاران دارای معلولیت آسیایی برگزار شد این بازی ها در ۶ اکتبر ۲۰۱۸ توسط جوکو ویدودو رئیس جمهور اندونزی در ورزشگاه گلورا بانگ کارنو رسما افتتاح شد.                                 

## ورزش‌ها
۱۸ ورزش در این دوره از مسابقات برگزار می‌شود:
|  | - تیراندازی با کمان - دو و میدانی - بدمینتون - بوچیا - بولینگ - شطرنج | - دوچرخه‌سواری - گلبال - جودو - بولینگ چمنی - پاورلیفتینگ - تیراندازی | - والیبال نشسته - شنا - تنیس روی میز - بسکتبال با ویلچر - شمشیربازی با ویلچر - تنیس با ویلچر |

## کشورهای شرکت کننده
| کشورهای شرکت‌کننده |
| --- |
| - افغانستان (۲۴) - بحرین (۱۴) - بوتان (۲) - برونئی (۸) - کامبوج (۲۹) - چین (۲۳۱) - هنگ کنگ (۱۰۱) - هند (۱۸۸) - اندونزی (۲۹۴) (میزبان) - ایران (۲۰۹) - عراق (۷۸) - ژاپن (۳۰۳) (بیشترین) - اردن (۸) - قزاقستان (۹۰) - کره (۱۲) - کره شمالی (۷) - کره جنوبی (۲۰۱) - کویت (۲۳) - قرقیزستان (۵) - لائوس (۱۶) - لبنان (۱) - ماکائو (۲۳) - مالزی (۱۲۶) - مغولستان (۴۰) - میانمار (۲۶) - نپال (۱۳) - عمان (۹) - پاکستان (۴) - فلسطین (۲) - فیلیپین (۵۷) - قطر (۱۳) - عربستان سعودی (۲۷) - سنگاپور (۴۴) - سری‌لانکا (۳۵) - سوریه (۹) - چین تایپه (۸۹) - تاجیکستان (۲) - تایلند (۲۳۷) - تیمور شرقی (۱۹) - ترکمنستان (۵) - امارات متحده عربی (۴۲) - ازبکستان (۵۳) - ویتنام (۵۲) - یمن (۱) |

## جدول مدال‌ها
*   کشور میزبان (اندونزی)
| رتبه                                 | کمیته ملی پارالمپیک (NPC)            | طلا | نقره | برنز | مجموع |
| ------------------------------------ | ------------------------------------ | --- | ---- | ---- | ----- |
| ۱                                    | چین (CHN)                            | ۱۷۲ | ۸۸   | ۵۹   | ۳۱۹   |
| ۲                                    | کره جنوبی (KOR)                      | ۵۳  | ۴۵   | ۴۶   | ۱۴۴   |
| ۳                                    | ایران (IRI)                          | ۵۱  | ۴۲   | ۴۳   | ۱۳۶   |
| ۴                                    | ژاپن (JPN)                           | ۴۵  | ۷۰   | ۸۳   | ۱۹۸   |
| ۵                                    | اندونزی (INA)*                       | ۳۷  | ۴۷   | ۵۱   | ۱۳۵   |
| ۶                                    | ازبکستان (UZB)                       | ۳۵  | ۲۴   | ۱۸   | ۷۷    |
| ۷                                    | تایلند (THA)                         | ۲۳  | ۳۳   | ۵۰   | ۱۰۶   |
| ۸                                    | مالزی (MAS)                          | ۱۷  | ۲۶   | ۲۵   | ۶۸    |
| ۹                                    | هند (IND)                            | ۱۵  | ۲۴   | ۳۳   | ۷۲    |
| ۱۰                                   | هنگ کنگ (HKG)                        | ۱۱  | ۱۶   | ۲۱   | ۴۸    |
| ۱۱                                   | فیلیپین (PHI)                        | ۱۰  | ۸    | ۱۱   | ۲۹    |
| ۱۲                                   | ویتنام (VIE)                         | ۸   | ۸    | ۲۴   | ۴۰    |
| ۱۳                                   | قزاقستان (KAZ)                       | ۵   | ۱۵   | ۱۳   | ۳۳    |
| ۱۴                                   | سری‌لانکا (SRI)                       | ۴   | ۶    | ۴    | ۱۴    |
| ۱۵                                   | عراق (IRQ)                           | ۳   | ۶    | ۱۱   | ۲۰    |
| ۱۶                                   | سنگاپور (SGP)                        | ۳   | ۲    | ۵    | ۱۰    |
| ۱۷                                   | چین تایپه (TPE)                      | ۲   | ۹    | ۱۴   | ۲۵    |
| ۱۸                                   | امارات متحده عربی (UAE)              | ۲   | ۶    | ۳    | ۱۱    |
| ۱۹                                   | عربستان سعودی (KSA)                  | ۲   | ۳    | ۳    | ۸     |
| ۲۰                                   | تیمور شرقی (TLS)                     | ۲   | ۰    | ۱    | ۳     |
| ۲۰                                   | پاکستان (PAK)                        | ۲   | ۰    | ۱    | ۳     |
| ۲۲                                   | کویت (KUW)                           | ۱   | ۳    | ۴    | ۸     |
| ۲۳                                   | عمان (OMA)                           | ۱   | ۳    | ۱    | ۵     |
| ۲۴                                   | اردن (JOR)                           | ۱   | ۲    | ۰    | ۳     |
| ۲۵                                   | مغولستان (MGL)                       | ۱   | ۱    | ۳    | ۵     |
| ۲۶                                   | لائوس (LAO)                          | ۱   | ۰    | ۰    | ۱     |
| ۲۷                                   | میانمار (MYA)                        | ۰   | ۴    | ۲    | ۶     |
| ۲۸                                   | بحرین (BRN)                          | ۰   | ۲    | ۱    | ۳     |
| ۲۸                                   | ماکائو (MAC)                         | ۰   | ۲    | ۱    | ۳     |
| ۳۰                                   | سوریه (SYR)                          | ۰   | ۱    | ۴    | ۵     |
| ۳۱                                   | کره (COR)                            | ۰   | ۱    | ۱    | ۲     |
| ۳۲                                   | قطر (QAT)                            | ۰   | ۱    | ۰    | ۱     |
| ۳۳                                   | ترکمنستان (TKM)                      | ۰   | ۰    | ۱    | ۱     |
| مجموع (۳۳ کمیته ملی پارالمپیک (npc)) | مجموع (۳۳ کمیته ملی پارالمپیک (npc)) | ۵۰۷ | ۴۹۸  | ۵۳۷  | ۱۵۴۲  |

#### کشورهای بدون مدال
- افغانستان
- بوتان
- برونئی
- کامبوج
- کره شمالی
- قرقیزستان
- لبنان
- نپال
- فلسطین
- تاجیکستان
- یمن

## یادداشت
1. ↑  Only the English version of the motto were used during the Games. There is no Indonesian equivalent of the motto adopted.